# Musique roumaine
 (février 2025).
La musique roumaine est celle des populations roumanophones de Roumanie et des pays voisins, ainsi que celle des minorités ethniques qui vivent dans le pays. Parmi les roumanophones hors-frontières, le principal groupe est celui des Moldaves ; parmi les minorités de Roumanie, les deux principaux groupes sont celui des Hongrois à la musique hongroise et celui des Roms dont la musique, jouée par les cobzari (citharistes) et les lăutari (bardes) croise et transmet des influences roumaines, hongroises, slaves, grecques, turques…
La musique populaire traditionnelle influence d'autres styles de musique, de la musique folklorique touristique jusqu'à la pop roumaine moderne en passant par les manele (style tsigane de type mani, mais avec des passerelles vers le hip-hop). Le musicien Gheorghe Zamfir a été l'ambassadeur de la musique roumaine grâce au succès de sa flûte de Pan (naï). Même le rock, comme celui du groupe roumain Taxi ou du groupe moldave O-Zone, comporte des phrasés issus de la musique traditionnelle.
La musique religieuse inspirée de la musique byzantine s'est, pour sa part, développée au sein de monastères orthodoxes transylvains, moldaves et valaques. La polyphonie qui se développe depuis le XVe siècle vient, elle, de l'influence russe et européenne.

## Musique traditionnelle

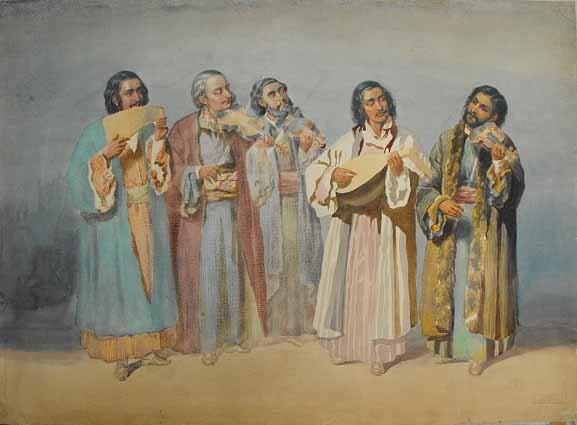
Le Taraf Ochii-Albi, en 1860.

Toujours bien vivante en Roumanie, où elle dispose de chaînes radio et télévisuelles spécifiques, la musique traditionnelle diffère grandement selon les régions. La doina est le style de musique traditionnelle le plus courant. Elle est poétique et mélancolique, jouée sur une mélodie lente accompagnée d'un rythme rapide. Ses variations régionales incluent ca pe luncă, de codru, haiducească, horea lungă, ca din tulnic, ciobanul, de dragoste, de jale, de leagăn.
Les autres styles incluent : bocet (lamentation funéraire), cântec (chant proprement dit), cântec batrânesc ou baladă (chant des anciens, chant épique, ballade), cântec de dragoste (chant d'amour), colindă (chant de quête de Noël), melodie de joc (chant à danser)
(Valachie (Munténie, Olténie et Dobroudja) : sârba, hora, breaza (ou ca la Breaza – comme à Breaza), brâul pe șapte et pe opt (danse de ceinture à sept et à huit), rustemul, geamparaua, maneaua, cadâneasca), învârtita, jocul fecioresc (feciorească, feciorescu ou feciorește), poșovoaica, hațegana, țarina, jocul de doi, brâul, ardeleana, sorocul, poarga ou polca, mănânțel, bătuta, corăgheasca, trilișești, strigături et țâpurituri (vers chanté parlando), et semnal (appel instrumental).
Les ensembles de musiques varient selon les régions. Dans le Banat, le violon est l'instrument principal ici avec le taragot ou le saxophone qui accompagne les danses joc de doi, ardeleana et brâu. Efta Botoca y est un violoniste connu. La Bucovine abrite d'anciens instruments tels la tilinca, la fluier (ou fluier moldovenesc) et le violon accompagnés à la cobza. Dans la Crișana, les duos de violons sont fréquents ici. Le violon à pavillon (vioara cu goarnă ou higheghea cu tolcer) est spécifique à cette région.
La Dobroudja est une région qui a subi une forte influence rythmique grecque, puis turque : la danse geampara y est spécifique. Dans le Județ de Maramureș et le pays d'Oaș, les ensembles sont composés de zongora et violon. Des techniques particulières sont utilisées en chant et au violon afin de les rendre perçants. En Moldavie, les duos de violon et țambal (qui a remplacé la cobza) accompagnent les danses batuta, sîrba, rusasca et geampara. Des fanfares se trouvent aussi ici. Ion Drăgoi y est un violoniste réputé. Les Csángós, une minorité hongroise, et les Juifs ont aussi des musiciens connus.
La Transylvanie est une région multiculturelle où, outre les Roumains, on trouve[style à revoir] aussi des minorités sicules, magyares, saxonnes, serbes, slovaques et Roms, a toujours été un foyer folklorique où déjà Bartók, Kodály et Constantin Brăiloiu firent des collectes musicales. Les ensembles composés de violon, alto, contrebasse et parfois un țambal jouent lors des mariages notamment et avec les danses fecioreste, învârtita, săpora et hăisa. Les Transylvains de toutes langues sont fameux pour leurs chants hainale ou legănate et pour leur musique ancienne jouée sur le gardon. Le festival Maramuzical est créé pour faire connaître les styles de la région.
En Valachie, les ensembles tarafs y sont communs : ils accompagnent les danses brâu, geamparale, sârba et hora (aux rythmes « boiteux » axaci). La vièle vioară conduit la musique accompagnée au țambal et à la contrebasse pendant que le chant évoque les haidoucs (les « Robin des Bois » locaux). Le Taraf de Haïdouks devient célèbre parmi les lăutari, ces musiciens qui accompagnent les noces.
En Munténie (dite aussi « Grande-Valachie » ou « Valachie orientale »), les instruments accompagnant les danses brâu, sârba et rustemul sont le violon et le fluier avec la clarinette et l'accordéon dont Vasile Pandelescu et Ilie Udilă sont des interprètes connus. En Olténie, le violon se marie à la flûte de Pan naï en plus du țambal et de la guitare (remplaçant la cobza). La cornemuse [impoi y est aussi populaire.

## Musique classique

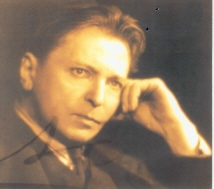
Georges Enesco.

Parmi les compositeurs de renom, on peut citer[style à revoir] : Paul Constantinescu, Vladimir Cosma, Georges Enesco, Philip Herschkowitz, Mihail Jora, Marcel Mihalovici, Ciprian Porumbescu, et Constantin Silvestri. Parmi les interprètes, on note[style à revoir] : Sergiu Celibidache, Clara Haskil, Dinu Lipatti, et Radu Lupu.

## Musique folklorique

### Manele
Anton Pann possédait les premières transcriptions d'un nouveau style présent dans les faubourgs de Bucarest au XIXe siècle. Ce nouveau style prospère et se développe, promu par des musiciens ordinaires jouant dans des banlieues appelées Mahala. Ce style musical combine les styles balkaniques (de nombreux genres folkloriques traditionnels, y compris turcs) et tziganes en un nouveau style appelé manele. Après la révolution roumaine de 1989, ce genre est en plein essor.

## Musique populaire

### Rock
Dès les premières années du régime communiste (les années 1960), la Roumanie connait une scène rock active. En raison de leur attitude libre, associée à la culture occidentale et à la société capitaliste, le régime communiste censure autant que possible les musiciens de rock, qui occupent d'emblée le statut de « paria ». Les symboles du mouvement, tels que les cheveux longs, les jeans et l'attitude sur scène, étaient considérés comme décadents. Les groupes opéraient sous le nom d'« ensemble musical instrumental-vocal » pour éviter l'expression « rock », considérée comme subversive. Malgré cela, la scène rock résiste avec conséquence dans une sorte de « clandestinité officielle » avant la révolution de 1989.
Les vétérans de la scène maintiennent l'esprit rock en vie dans des conditions restrictives difficiles. La connexion avec les « nouvelles » de l'Ouest se faisait par le biais de stations de radio telles que Radio Free Europe, qui étaient interdites. En ces temps troublés, le rock était pour ses partisans roumains bien plus que de la musique. C'était une attitude contre le manque de liberté. Les noms ayant une résonance historique pour le mouvement rock roumain comprennent Phoenix, Sfinx, Roșu și Negru, Mondial, Sincron, Sideral, Semnal M, Metropol, FFN, Progresiv TM (ro), Pro Musica, Catena, Iris (ro), Compact, Holograf, Timpuri Noi (ro), Krypton, Cargo (ro), Celelalte Cuvinte (ro), Post Scriptum (ro), Florian Pittiș, Cornel Chiriac (ro), Dan Andrei Aldea (ro), Octave Octavian Teodorescu (ro), Sorin Chifiriuc (ro), Nicu Covaci (ro), Valeriu Sterian (ro), Mircea Baniciu (ro), Ovidiu Lipan (ro), Ilie Stepan, Liviu Tudan, Mircea Florian (ro), Dorin Liviu Zaharia (ro), Teo Peter (ro), Florin Ochescu, Cristi Minculescu (ro), et Dan Bittman (ro).
La liberté politique et l'ouverture culturelle acquises après la révolution de 1989 marquent une nouvelle ère pour la musique rock en Roumanie. La scène est très active dans les années 2010, bien que le rock ne soit pas l'un des thèmes principaux des médias roumains. Les clubs de rock ont une riche liste de concerts. De grands festivals de rock à caractère national et international sont organisés chaque année.

### Popcorn
À l'exception du groupe moldave O-Zone, l'europop roumaine n'a pas d'échos considérables en dehors des frontières du pays jusqu'en 2005, lorsque le groupe Morandi conait le succès avec des chansons écrites en anglais, portugais brésilien et dans d'autres langues. Le style musical de Morandi, DJ Project, Fly Project et quelques autres marque la période de transition vers la dance-pop roumaine de la fin des années 2000 et du début des années 2010.
Des artistes tels que Edward Maya, Vika Jigulina, Alexandra Stan, Andreea Bănică, Smiley, Inna, Andreea Bălan, Antonia, David Deejay, Play and Win et Radio Killer font émerger un nouveau son qui réussit à obtenir un succès commercial en dehors de la Roumanie et à dominer les classements musicaux nationaux à la télévision et à la radio. Ce nouveau son, surnommé péjorativement par certains « popcorn » d'après le nom d'un de ses synthés caractéristiques, se caractérise par des mélodies « brillantes » et dansantes, des hooks parfois basés sur l'accordéon synthétisé.

## Instruments traditionnels
Les instruments à vent comprennent : accordéon, bucium, tulnic, trâmbiță, caval, cimpoi (cornemuse), clarinetă, fluier, naï, ocarina, piculine, saxophone, tárogató, trișcă, et tilincă.
Les instruments à cordes comprennent : cobza, țambal, gardon, contră, vioară cu goarnă, vioară, et țiteră.
Les percussions comprennent : dobă, tobă, toacă, et drâmbă.

## Musique underground
Les groupes underground d'avant 1989 comprennent le groupe new wave Rodion G.A. et des groupes de rock plus anciens tels que Celelalte Cuvinte et Semnal M. Les premières tentatives de musique électronique appartiennent au compositeur Adrian Enescu (ro).
D'abord représentée par des groupes tels que Vorbire Directă et R.A.C.L.A., le hip-hop connaît rapidement connu un succès grand public avec des groupes tels que B.U.G. Mafia, La Familia et Paraziții, bien qu'ils aient été critiqués pour leur langage et leurs thèmes explicites. La scène est divisée entre les rappeurs grand public (Puya, Guess Who) et les rappeurs underground (Vexxatu Vexx, CTC., Haarp Cord). Les labels dédiés au hip-hop comprennent Hades Records, 20 CM Records et Facem Records (le premier label roumain de hip-hop underground).
La house music exerce une influence importante sur la dance-pop roumaine. Elle connait un tel succès dans les clubs que, grâce à des stations de radio telles que Pro FM, elle atteint le statut de musique grand public. La house minimale dans la veine de Ricardo Villalobos est et est encore produite par des DJ tels que Petre Inspirescu, mais la house vocale continue d'avoir plus de succès. Dans les années 2010, le dubstep fait son apparition aux côtés de la house music, bien qu'il soit encore underground.